# Afscheid van de keizer
Afscheid van de keizer (Engelse titel The Emperor's Writings) is een historische roman uit 2011 van de Vlaamse schrijver Dirk Collier.
Collier schreef het boek eerst in het Engels en vervolgens in het Nederlands.  
De roman volgt nauwkeurig de historische gebeurtenissen en de historische personages rond Akbar de Grote, die van 1565 tot 1605 keizer was van het Mogolrijk in India. De keizer, een moslimheerser was opvallend geïnteresseerd in de religie van de grote meerderheid van zijn onderdanen, het hindoeïsme, en - met de komst van de eerste westerlingen - ook in het christendom. Voor de rest van de historische werkelijkheid kan verwezen worden naar het artikel over deze keizer, zijn voorganger Humayun en zijn opvolger Jahangir.  

## De roman
In 43 brieven maakt de stervende keizer het testament op voor zijn zoon, die tegen hem gerebelleerd heeft. Deze brieven en de dialogen zijn niet authentiek historisch, maar kunnen wel nauw bij de historische werkelijkheid aansluiten. 
Deze opstelling geeft de auteur de kans verschillende thema's uit te diepen.  Veel aandacht wordt besteed aan de theologische stellingen en het thema van de religieuze tolerantie.  De diepgelovige keizer flirt zelfs met het atheïsme en het agnosticisme als hij zich afvraagt : "Waarom zou het niet-bestaan dat volgt op het leven, angstwekkender zijn dan het niet-bestaan dat eraan is voorafgegaan?" (bladzijde 427).   Maar de keizer wil vooral zijn zoon en opvolger leren hoe een goed heerser te zijn.  Met dit thema komt het boek dicht bij Machiavelli en zijn boek De vorst (1532).  De goede, succesvolle heerser is een mengeling van wraak en genade (bladzijde 590). Akbar de Grote vernietigt zijn verslagen vijanden meedogenloos of hij laat ze voor hem werken als hem dat uitkomt. Ook wil hij zijn vrienden en familie niet te machtig laten worden, en precies daardoor heeft hij misschien zijn zoon als opvolger verwaarloosd, maar hij slaagt erin diens opstand zonder geweld ongedaan te maken. Religieuze tolerantie en matige belastingen zijn voor de keizer ook een middel om geliefd te zijn.  Tegelijk kan men in het boek een moderne managementles vinden: hoe kan een leider talentrijke medewerkers herkennen tussen de jaknikkers.     
Collier wil de keizer voorstellen als een tolerant en verlicht heerser.  Hij moet wel vaststellen dat dat niet gemakkelijk is, wanneer de keizer ontgoocheld vaststelt: "Uiteindelijk werden de verdraagzamen verdraagzamer, maar de bekrompenen alleen maar vijandiger en fanatieker" (bladzijde 466).  Die bekrompenen zijn dan zowel de orthodoxe moellahs als de jezuïtische missionarissen uit de Portugese kolonie Goa. 
Tegelijk kan men niet om de historische werkelijkheid heen dat militaire confrontaties onnoemelijk wreed waren.  De keizer laat geregeld verslagen vijanden onthoofden en hun hoofden tentoonstellen als afschrikking.  Na het zoveelste gevecht laat Collier de keizer zeggen :"De meeste gevangenen - toch maar waardeloos uitschot - werden uiteraard ter plekke terechtgesteld." (bladzijde 412).  Niemand in de omgeving van de keizer bekritiseert deze wreedheden, integendeel, zijn generaals vinden hem soms nog te mild.  